# 步行街

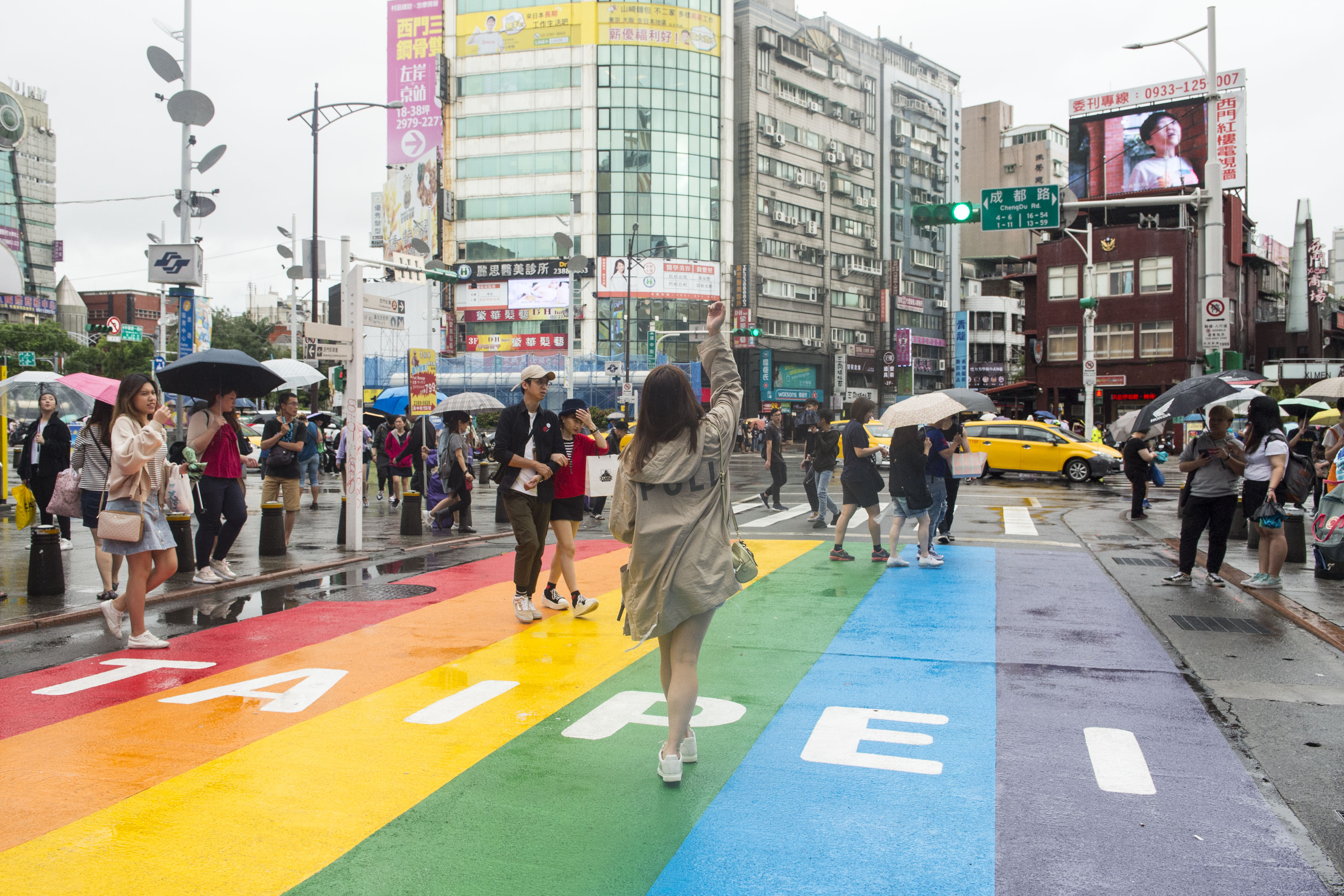
位於臺灣臺北市萬華區的西門町是不少青少年與國際觀光客經常造訪的著名景點

徒步區（英語：Pedestrian zone），又稱「行人專區」，是指僅允許行人步行的區域。主要分布於都市的市中心，通常為各種商業設施與消費活動高度集中的區域，因此常有以青少年與觀光客為主的人潮。徒步區的例子包括位於臺灣臺北市的西門町、位於日本東京都的銀座與秋葉原等。
徒步區是集合多功能、多业态、多种建筑形式，只允许行人步行而形成的一种商业模式。它由许多店铺面街组成，并是由政府参与按照规划开发的一种城市商业形态；能为人们创造出良好的购物环境；为一座都市最繁华热闹的地区。

## 設立原因
设立徒步區的原因有多种，主要是：

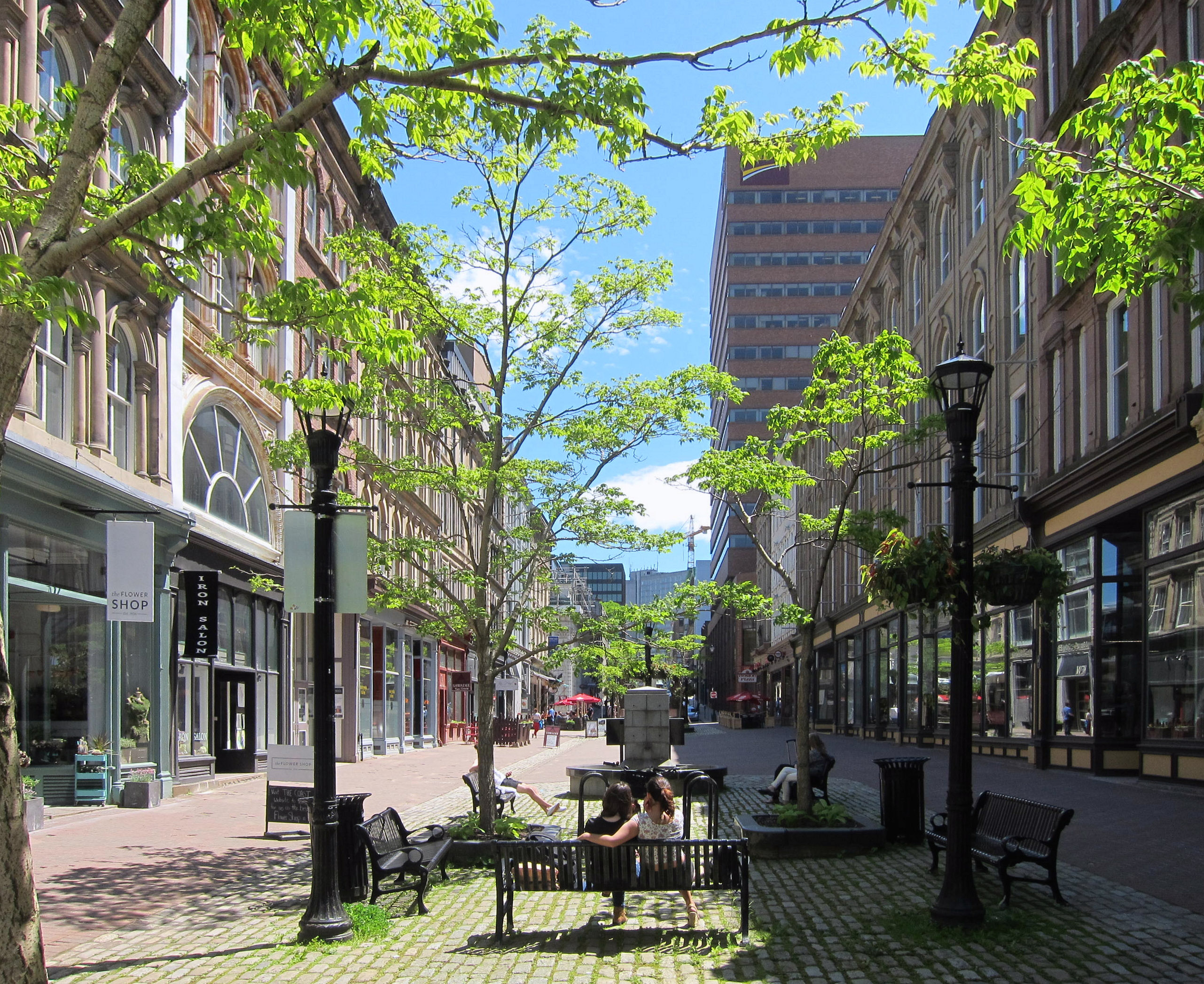
加拿大哈利法克斯的步行街

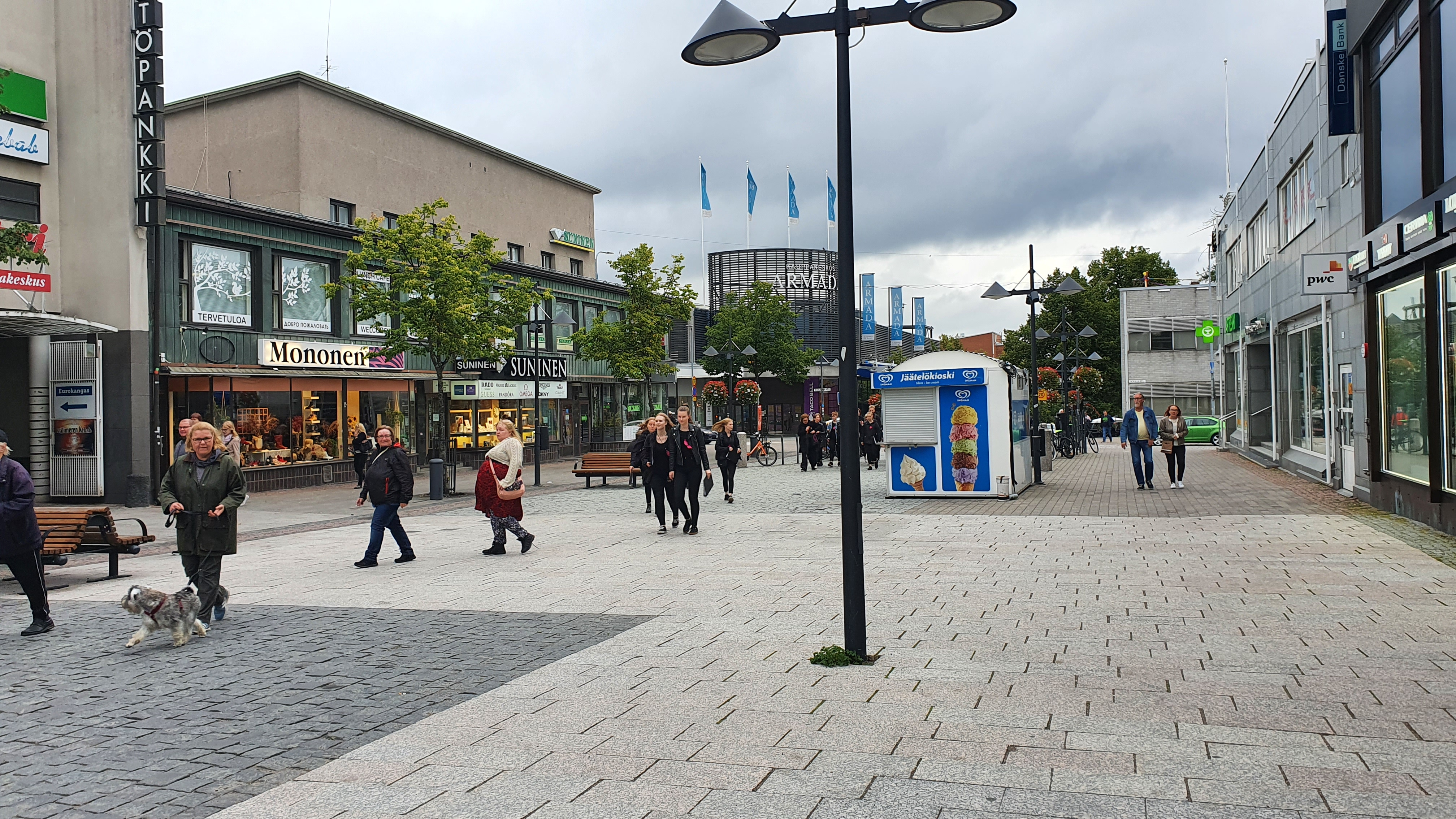
芬蘭拉彭兰塔的一條步行街

- 改成徒步區后，可以吸引更多观光客和居民的到来，使該地区更加繁荣。
- 原先非常繁华热闹的地區，因观光客和行人非常密集，而改為徒步區。

## 可行性研究比較
相對於地下街及行人天橋系統，步行街的理念相信行人比車輛更有優先權使用地面的道路。

## 世界各国（地区）行人專用區

### 臺灣
- 台北市西門町徒步區

### 日本
- 東京銀座、秋葉原等處。
- 大阪心齋橋筋商店街
- 旭川市平和通買物公園

### 加拿大
- 蒙特利尔 亚瑟王子街、同志村
- 多伦多 古酿酒厂区
- 渥太华 斯帕克斯街

### 西班牙
- 马德里 Calle Montera, Calle Preciados
- 巴塞隆纳 Las  Ramblas

### 奥地利
- 维也纳 Kärntner Straße

### 捷克
- 布拉格查理大橋

### 俄羅斯
- 莫斯科阿尔巴特街

### 亞美尼亞
- 北方大道 (葉里溫)

### 泰國
- 芭達雅WALKING STREET

### 马来西亚
- 吉隆坡茨厂街
- 亚庇敦发史蒂芬路

### 中国大陆

#### 華北
- 北京王府井、大栅栏、烟袋斜街、前门大街步行街
- 天津滨江道步行街、和平路步行街
- 天津滨海新区塘沽解放路步行街、汉沽牌坊西街步行街
- 辽宁沈阳太原街步行街 中街步行街
- 辽宁大连青泥洼桥步行街
- 黑龙江哈尔滨中央大街步行街

#### 華東
- 上海南京路步行街、古北黄金城道步行街、青浦县朱家角北大步行街、多倫路文化名人街
- 浙江杭州清河坊步行街、中国丝绸城步行街、南宋御街
- 浙江宁波天一广场步行街
- 浙江绍兴鲁迅中路鲁迅故里步行街
- 江苏苏州观前街
- 江苏南京夫子庙、新街口步行街
- 安徽黄山屯溪老街

#### 華中
- 河南郑州德化街
- 湖北武汉江漢路步行街、楚河漢街、光谷步行街、戶部巷
- 湖北武当山步行街
- 湖南长沙黄兴南路步行商业街
- 江西南昌胜利路步行街

#### 西部
- 重庆解放碑、观音桥、三峡广场、磁器口、杨家坪步行街、南坪步行街
- 四川成都文殊坊、锦里一条街、春熙路步行街
- 陕西西安书院门步行街
- 云南昆明金馬碧雞坊步行街

#### 華南
- 广东深圳东门步行街、华强北步行街、深圳灣大街、南門一坊、西鄉步行街、龍崗老街
- 广东广州上下九路、北京路步行街
- 广东江门台山市台城步行街
- 廣東珠海蓮花路商業街
- 广东中山市孫文西路步行街
- 廣東佛山市順德區華蓋路步行街
- 广东茂名市文明南路步行街
- 广东湛江市中山一路步行街、文明东路步行街
- 福建福州步行街
- 福建厦门中山路步行街
- 廣西桂林阳朔西街

### 澳門
- 中區議事亭前地—板樟堂前地─賣草地街─大炮台街部分─大三巴街部分一帶
- 新橋區義字街、盧九街（義字五街行人專用通道，設有限時）
- 亞美打利庇盧大馬路（“新馬路任我行”步行區試行計劃；節假日臨時步行區）
- 三盞燈飛能便度街（生果街）
- 福隆新街、爐石塘巷、新填巷、桔仔街和何老桂巷（福隆新街步行區活化計劃；設有限時）
- 氹仔官也街
- 氹仔飛能便度街、施督憲政街、告利雅施利華街（氹仔舊城區臨時行人專區，節假日臨時步行區）

### 香港
- 深水埗鸭寮街
- 銅鑼灣渣甸坊

### 

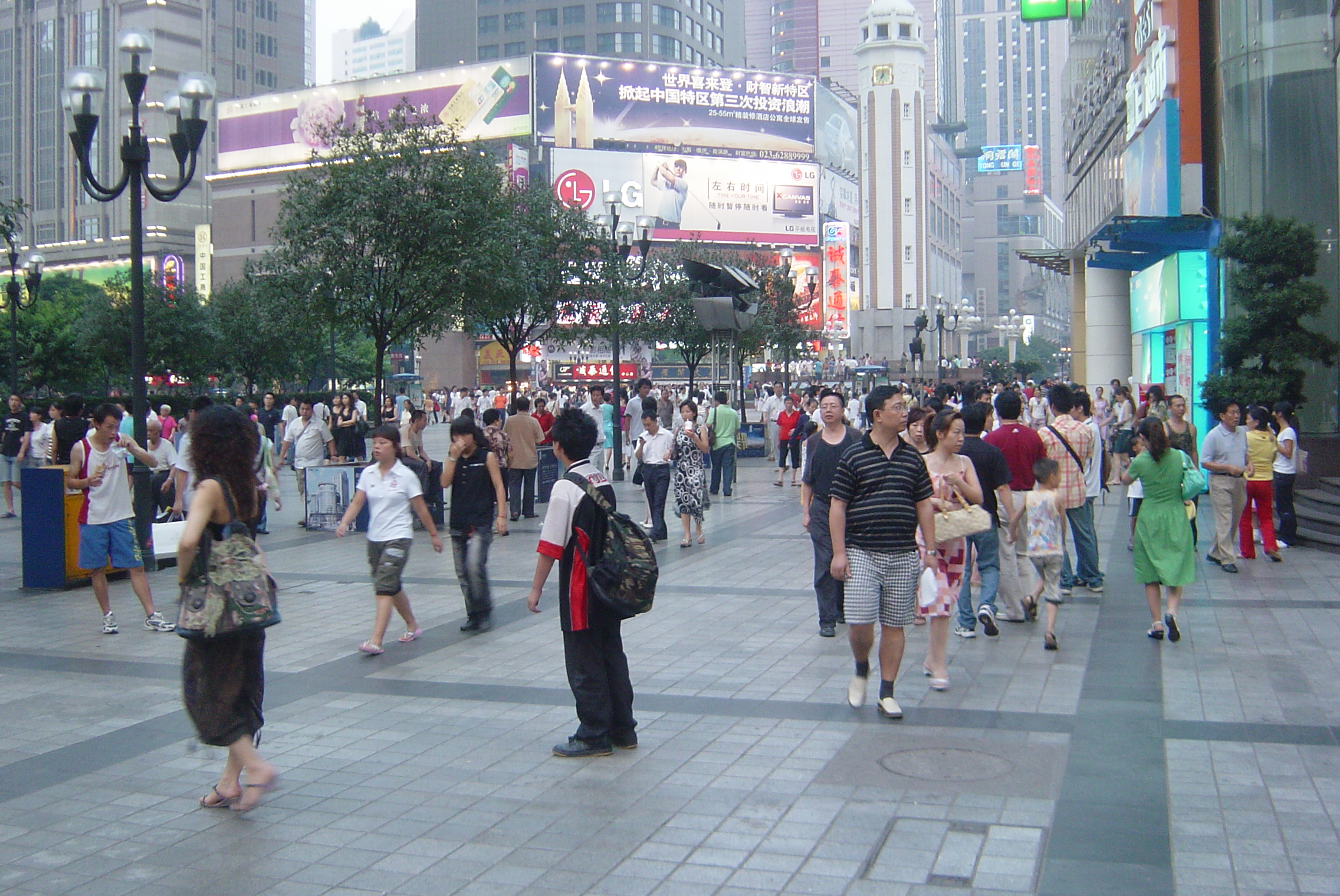
重庆最早建成的解放碑步行街

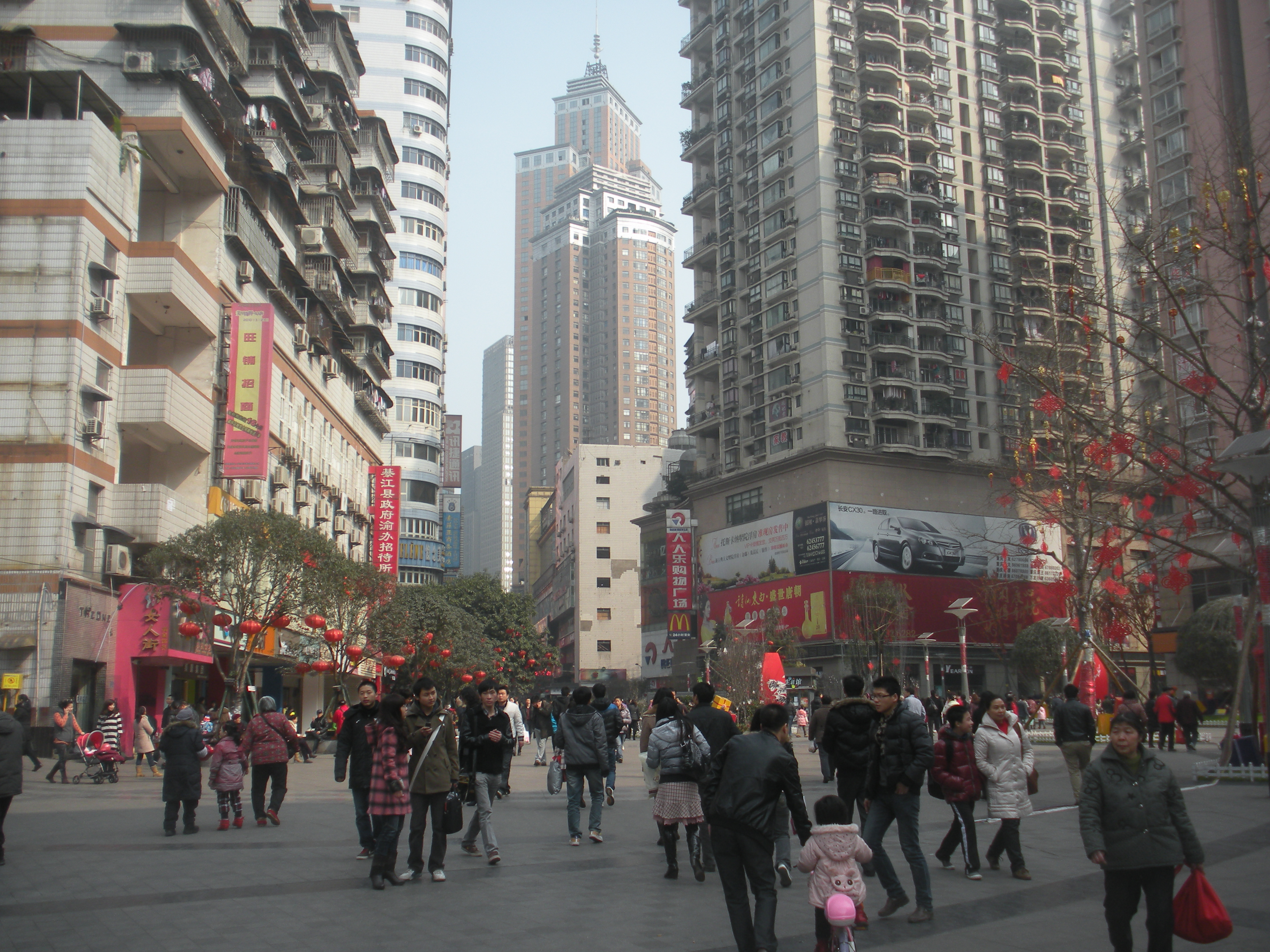
重庆南坪步行街

- 伯爵街 (圣多明各)，殖民城，圣多明哥